# Neopromachus olbiotyphus
Neopromachus olbiotyphus är en insektsart som beskrevs av Günther 1929. Neopromachus olbiotyphus ingår i släktet Neopromachus och familjen Phasmatidae. Inga underarter finns listade i Catalogue of Life.